# Alexis Argüello
Alexis Argüello (Managua, 19 april 1952 – aldaar, 1 juli 2009) was een Nicaraguaans bokser. Hij was wereldkampioen in drie verschillende gewichtsklassen; vedergewicht, supervedergewicht en lichtgewicht.

## Biografie
Argüello behaalde zijn eerste wereldtitel in 1974 toen hij op verrassende wijze de Mexicaan Rubén Olivares versloeg en zo WBA-kampioen vedergewicht werd. Een paar jaar later deed Argüello afstand van de titel en won in plaats daarvan de WBC-supervedergewichttitel middels een brute KO-overwinning op Alfredo Escalara. Hij verdedigde de WBC-titel acht keer voordat hij deze vacant stelde. De volgende stap in zijn carrière was het veroveren van de lichtgewichttitel, door in 1981 WBC-kampioen Jim Watt te verslaan. 
Op 12 november 1982 probeerde Argüello de eerste bokser te worden die kampioen werd in vier verschillende gewichtsklassen. Zijn tegenstander was WBA-kampioen superlichtgewicht Aaron Pryor. Argüello was de favoriet, maar hij verloor door een technische knock-out in de veertiende ronde. De wedstrijd werd later door tijdschrift The Ring uitgeroepen tot de beste wedstrijd van de jaren 80. Nadat hij het jaar daarop ook een rematch tegen Pryor verloor, besloot Argüello te stoppen met boksen. Later maakte hij een comeback en stopte voorgoed in 1995.
Argüello was van 2008 tot aan zijn dood de burgemeester van Managua, de hoofdstad van Nicaragua. Argüello overleed op 1 juli 2009. De openbare autopsie verklaarde zijn overlijden als zelfmoord.